# La Florida
För andra betydelser, se La Florida (olika betydelser).
La Florida är en kommun i provinsen Santiago som ingår i staden Santiagos storstadsområde. Kommunen har en befolkning på omkring 395 720 invånare. Den genomsnittliga hushållsinkomsten är 29 871 USD (PPP) (2006)  vilket gör kommunen till en välmående kommun med chilenska och sydamerikanska mått. Human Development Index för kommunen var 0,773 år 2003, vilket placerar kommunen på plats 12 i Chile och 8 i Santiagos storstadsområde. I kommunen ligger bland annat fotbollsarenan Estadio Bicentenario Municipal de La Florida.